# SS-3
Le SS-3 est un dirigeable d'observation britannique de la Première Guerre mondiale.